# Völsung

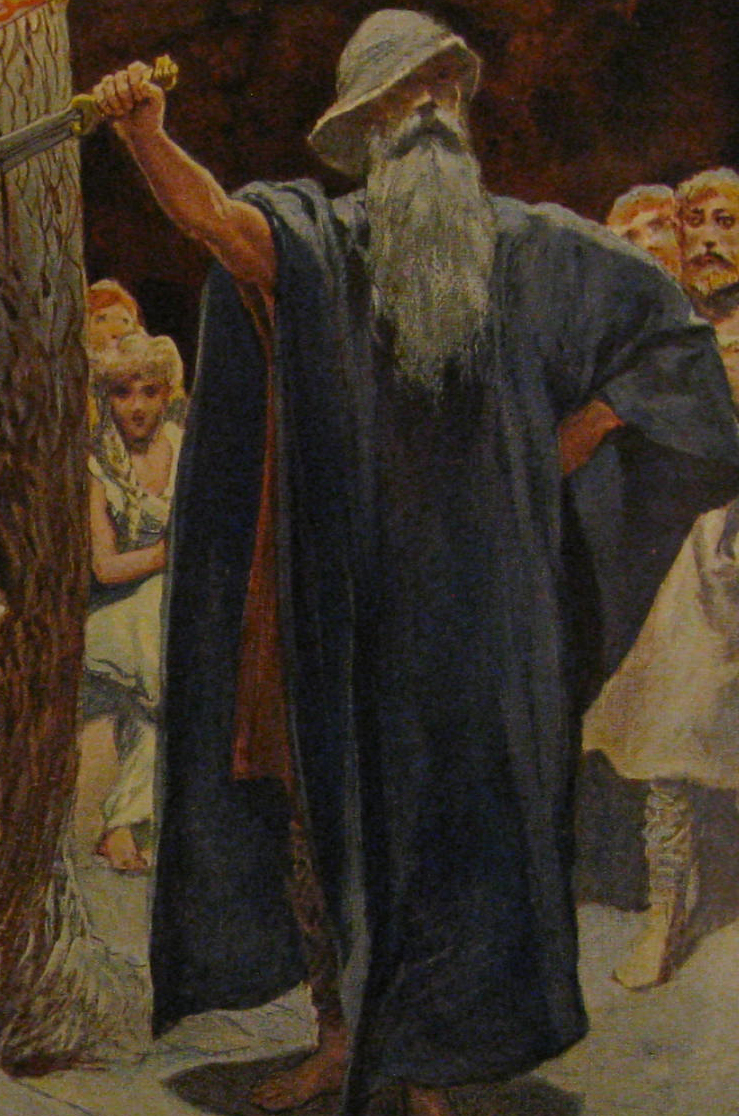
Odin in Völsungs Hal, Emil Doepler, 1905, schilderij

Völsung is in de Noordse mythologie de stamvader van de Völsungen, waartoe ook Sigmund en diens zoon Sigurd, de drakendoder, behoren. Völsung is de zoon van Rerir, de zoon van Sigi, de zoon van Odin. Völsung komt als Waels voor in het Oud Engelse epos Beowulf en in het epische gedicht Nibelungenlied. De eerste episode van de IJslandse Völsunga-saga gaat over de geschiedenis van Sigi tot Sigmund.
Völsung betekent Wolvenzoon. De naam Völsung houdt verband met de Oud Noorse vruchtbaarheidsgod Volsi. In Beowulf heet Sigmund, Völsungs zoon, Sigemund Waelsing (Waelszoon) en híj is in dat epos de drakendoder. In de latere Völsunga-saga is die rol voor zijn zoon Sigurd weggelegd.
Rerir heerst over Hunaland, het Hunnenrijk. Door het eten van de appel van vruchtbaarheid die Hjlod, de dochter van de reus Hrimnir, in opdracht van Odins vrouw Frigg hem brengt en die Rerir ook laat proeven aan zijn vrouw, krijgen ze een zoon, Völsung. Maar Rerir overlijdt al vóór de geboorte en na zes jaar zwangerschap vindt zijn vrouw het lang genoeg geweest en wil met een keizersnede bevallen. Daarbij komt ze ook te overlijden.
Als Völsung groot is, trouwt hij met Hjlod en ze krijgen tien zonen en een dochter. De oudste zoon is de tweelingbroer van de dochter, Signy. Völsung bouwt een prachtige burcht met in de binnenhof een eik, de barnstok. Signy groeit op tot een mooie vrouw en Siggeir, de koning van Gotaland, vraagt haar ten huwelijk. Tijdens het huwelijksfeest verschijnt Odin en hij plant zijn zwaard in de barnstok. Wie hem er uit kan trekken, mag hem houden. Alleen Sigmund is daar toe in staat en Siggeir is zo jaloers dat hij de volgende dag al met zijn jonge bruid vertrekt. een paar maanden later brengen de Völsungen een tegenbezoek aan de Goten. Ondanks waarschuwingen van Signy lopen ze in de val van Siggeir. Siggeir doodt Völsung, neemt zijn zonen gevangen en pikt het zwaard in.
Uiteindelijk wordt Siggeirs burcht met al zijn bewoners verbrand en keren Sigmund en zijn zoon (bij zijn zus Signy) mét Odins zwaard terug naar Völsungs burcht.